# Judith Viorst
Judith Viorst (2 de febrero de 1931) es una escritora, periodista e investigadora estadounidense. 
Reconocida por su literatura infantil, Judith escribió libros para niños como The Tenth Good Thing About Barney (sobre la muerte de una mascota) y la serie de libros ilustrados Alexander, la cual incluye Alexander and the Terrible, Horrible, No Good, Very Bad Day (1972), el cual ha vendido cerca de dos millones de copias.
Viorst se graduó en 1952 en el Colegio Newark de Artes y Ciencias de la Universidad de Rutgers en Newark, Nueva Jersey. En 1968 hizo parte de una protesta en contra del pago de impuestos relativo a la Guerra de Vietnam. A finales de la década de 1970, luego de dos décadas dedicadas a la literatura infantil y adulta, se enfocó en el estudio de la psicología freudiana. En 1981 obtuvo el título de investigadora en el Instituto de Psicoanálisis de Washington luego de seis años de estudios.

## Obras seleccionadas
- The Wonderful World of Science (Bantam Books, 1961)[4]
- Projects: Space (Washington Square Books, 1962)
- 150 Science Experiments Step-by-step (Bantam, 1963)
- The Natural World: A guide to North American wildlife (Bantam, 1965)
- The Village Square (Coward-McCann, 1966)
- The Changing Earth (Bantam, 1967)
- Sunday Morning: a story (Harper & Row, 1968)

### Infantiles
- I'll Fix Anthony (1969), Harper & Row, ISBN 0-06-026306-7
- Try It Again, Sam: Safety When You Walk (1970)
- My Mama Says there Aren't any Zombies, Ghosts, Vampires, Creatures, Demons, Monsters, Fiends, Goblins, or Things (1973)
- The Tenth Good Thing About Barney (1987)
- The Good-bye Book (1988)
- Super-Completely and Totally the Messiest (2001)
- Just in Case (2006)
- And Two Boys Booed (2014)

#### Alexander
- Alexander and the Terrible, Horrible, No Good, Very Bad Day (Atheneum Books) ISBN 0-689-70428-3
- Alexander, Who Used to be Rich Last Sunday (Atheneum) ISBN 978-0-689-30602-0
- Alexander, Who Is Not (Do You Hear Me? I Mean It!) Going to Move (Atheneum) ISBN 0-689-31958-4
- Alexander, Who's Trying His Best to Be the Best Boy Ever (Atheneum) ISBN 978-1-48142353-3